# Roger Chapelain-Midy
Pour les articles homonymes, voir Chapelain (homonymie) et Midy.
Roger Chapelain, dit Roger Chapelain-Midy, né le 24 août 1904 à Paris et mort dans cette même ville le 30 mars 1992, est un peintre, lithographe, illustrateur et décorateur de théâtre français.

## Biographie
Roger Chapelain-Midy fait des études à l'École des beaux-arts de Paris, puis poursuit sa formation artistique dans les académies de peintures du quartier de Montparnasse. Plus tard, il deviendra professeur chef d'atelier de 1955 à 1974,.
Il expose en 1927 au Salon d'automne et à partir de 1929 au Salon des indépendants et au Salon des Tuileries.
Armand Drouant en 1930 organise sa première exposition dans sa galerie rue de Rennes à Paris.
Passionné par la Renaissance, la peinture de Poussin et celle du XVIIe siècle, il défend une tradition classique, faite de mesure, dans une époque qui voit les grands bouleversements de la peinture moderne. Il réalise des natures mortes et des paysages. Il voyage beaucoup, tant en Europe qu'en Amérique du Nord et du Sud.
Il reçoit le prix Carnegie en 1938.
Il réalise des décorations murales pour la mairie du 4e arrondissement de Paris, le foyer du théâtre national de Chaillot, l'Institut agronomique de Paris, ainsi que des décorations pour des paquebots, dont le France.
Décorateur et costumier de théâtre, dès 1942, il a notamment travaillé pour Les Indes galantes de Rameau en 1952, et pour La Flûte enchantée de Mozart à l'Opéra de Paris en 1954. Le succès de ses travaux lui permettent de travailler à l'opéra de Cologne. Il recevra à ce titre le grand prix du théâtre à la biennale internationale de Sao-Paulo en 1962.
On lui doit aussi des illustrations pour des textes de Jean Giraudoux, André Gide, Charles Baudelaire, Fontenelle (Entretiens sur la pluralité des mondes), Jean de La Fontaine, Charles Vildrac, Georges Simenon (La Fenêtre des Rouet, 1945), etc. Il a illustré la couverture de La Chanson de Maguelonne de Michel Mourlet pour la Table Ronde (1973).
Valéry Giscard d’Estaing, alors président de la république française, lui commande un Portrait du Général de Gaulle destiné au palais de l'Élysée à Paris.
Dans une lignée tardive du symbolisme et du surréalisme, toute une partie de son œuvre porte l'empreinte de ses préoccupations spirituelles, matérialisées par la récurrence obsédante de décors et d'objets insolites tels que carrelages en damier, masques, mannequins et miroirs.
Il publie en 1984 un recueil de souvenirs et de réflexions sur l'art, Comme le sable entre les doigts.
Roger Chapelain-Midy est enterré à Nancray-sur-Rimarde (Loiret).

### Prix et distinctions
(Liste mentionnée par Maguy-Furhange)

#### Prix
- Prix des Muses (1930).
- Prix Carnegie (1938).
- Prix de l'Île-de-France (1952).
- Prix de la biennale de Menton (1953).
- Grand prix de la ville de Paris (1955).
- Grand prix du théâtre de la biennale de São Paulo (1962).

#### Distinctions
- Officier de la Légion d'honneur.
- Commandeur des Arts et des Lettres.

## Œuvres

### Décors et costumes[8]
- 1942 : Ginevra de Marcel Delannoy, Opéra Comique, Paris
- 1946 Le Soldat et la Sorcière d'Armand Salacrou, mise en scène Charles Dullin, Théâtre Sarah Bernardt, Paris
- 1951 : Marion de Pierre Wissmer, Opéra Comique, Paris
- 1952 : Les Caprices de Cupidon, ballet de Jens Lolle, chorégraphie d'Harald Lander, Opéra de Paris
- 1952 : Les Indes Galantes, de Jean-Philippe Rameau (tableau l'Ile des Sauvages) chorégraphie de Serge Lifar, Opéra de Paris
- 1954 : La Flûte Enchantée de W.A.Mozart, mise en scène de Maurice Lehmann, Opéra de Paris
- 1963 : La Répétition, ballet de S.H Paulli, chorégraphie d'Harald Lander, Opéra de Cologne
- 1942 : Les Femmes Savantes, de Molière, mise en scène de Jean Piat, Comédie Française, Paris

### Illustrations d'ouvrages[9]
- 1951 : L'Immoraliste, Gide, Éditions Guillot
- 1960 : Entretiens sur la pluralité des mondes, Fontenelle, Les Centraux bibliophiles
- 1960 : Les Mille et une nuits, Union Latine
- 1960 : Le Cid, Corneille, Bibliophiles du Palais
- 1967 : Le Cardinal d'Espagne et La Guerre civile, Henry de Montherlant, Éditions Lydis
- 1977 : Le Cantique des cantiques, Éditions Pierre de Tartas

## Collections publiques

### Peintures
- Musée national d'art moderne, musée d'art moderne de la ville de Paris, musées d'Albi, Angers, Bordeaux, Cambrai, Dijon, Dreux, Épinal, Fontainebleau, La Rochelle, La Tronche, Le Mans, Lyon, Menton, Remiremont, Rouen, Saintes, Saint-Étienne.
- Musées d'Alger, Amsterdam, Buenos Aires, Birmingham, Bruxelles, Le Caire, Londres, San Francisco, Saô Paulo, Sofia.
- Symphonie d'été, 1936, Roubaix, La Piscine, musée d'art et d'industrie André-Diligent.
- Portrait du Général de Gaulle, 1980, Paris, palais de l'Élysée[10].

### Œuvres décoratives
- Décorations murales[8] :
  - Mairie du 4e arrondissement de Paris
  - Foyer du théâtre national de Chaillot, Paris
  - Institut agronomique de Paris
  - Jardin pour la nouvelle faculté des sciences Paris
  - Lycées : Enghien, la Folie St James de Neuilly
  - Décorations de paquebots : France, Bretagne, Provence, Compiègne, Jean-Laborde

## Publication
- Comme le sable entre les doigts, Éditions Gallimard, 1984, prix Eugène-Delacroix.

## Élèves notables
- Michel Henry, qui deviendra massier de l'atelier de Roger Chapelain-Midy.
- Gisèle Georges-Mianes, de 1945 à 1950.
- Claude Roederer (1924-1988).
- Pierre Tritsch, de 1954 à 1963.
- Alfred Defossez (né en 1932).
- Monique Journod (née en 1935).
- Jean-Pierre Pophillat, en 1957.
- Carlo Maiolini, de 1958 à 1960.
- Jacques Schuffenecker (1941-1996).
- Michel Four (né en 1945).
- Michèle Battut (née en 1946), dès 1964.
- Marc Le Coultre (né en 1946), de 1964 à 1967.
- Xavier Degans, en 1965.

Alex Berdal, de 1966 à 1968  Massier de l'atelier de Chapelain-Midy. Prix de Rome de peinture 1968